# Азис (параход)
„Азис“ е първият български параход. Той е собственост на първото българско транспортно предприятие Параплувно търговско дружество „Провидение“, създадено в 1862 г. в Цариград от П. Попов, И. Дюкмеджиев и братя Карадончови.
Параходът „Юджийн“ е закупен от корабостроителницата „Дж. Хендерсън“ в Ренфру и на 6 декември 1863 г. потегля от Глазгоу за Цариград, като по пътя осъществява първите си товарни рейсове до Венеция и Триест. На 8 февруари 1864 г. пристига в Цариград, където е получава името „А.“ в чест на султан Абдул Азис.
Параходът е еднопалубен, с кърмова надстройка и железен корпус. Дължината му е 51,52 m, ширина – 24,50 m, газене – 3,66 m. Товаровместимостта му е 380 бруто регистър тона. Разполага с корабен машинен телеграф. Осъществява плавания от Цариград до Бургас, Варна, Браила, Галац и Самсун. След като акционерното дружество не успява да изплати цялата сума на корабостроителницата, параходът е върнат във Великобритания и отново продаден. В периода 1865 – 1914 г. плава в Балтийско море с името „Рига“, а по време на Първата световна война участва в състава на Балтийския флот с името „Ильза“. След 1917 г. параходът е преименуван на „Рылев“ и плава в Черно море. През 1931 г. е спрян от експлоатация, а през 1933 г. е бракуван.